# Decanaat
Een decanaat, dekenaat of, enkel in Vlaanderen, dekenij is een bestuurlijke en territoriale eenheid binnen zowel de Rooms-Katholieke Kerk als de oosters-orthodoxe kerken en de Anglicaanse Gemeenschap. Het is de bestuurslaag tussen het bisdom en de parochies. Een dekenaat bestaat uit een aantal parochies, en binnen een bisdom zijn er een aantal dekenaten. De geestelijke die aan het hoofd hiervan staat, is in de hiërarchie van de Rooms-Katholieke Kerk een (land)deken of deken der christenheid.
Een vergelijkbare onderverdeling wordt in andere kerkgenootschappen ook wel proosdij genoemd. In de katholieke kerk van de Groninger Ommelandenen westelijk Oost-Friesland werd het decanaat tot het einde van de 16e eeuw proosdij genoemd. De proosten die deze proosdijen bestuurden waren in de regel lekenpersonen van adel, die erfelijke bezitsrechten op de proosdij konden laten gelden. Dit instituut was in de 10e of 11e eeuw ontstaan uit de behoefte om de decanaatskerken aan een beschermheer toe te vertrouwen.
Het doel van een decanaat ligt voornamelijk in de bundeling van activiteiten ten behoeve van de pastorale zorg. De deken is altijd een priester van het bisdom en wordt benoemd door de bisschop, doorgaans onder de pastoors.
De woning van een deken is een dekenij. Doorgaans, maar niet altijd, is die wat ruimer dan een pastorij; soms is het ook een historisch pand, zoals de dekenij van Lier, voormalige verblijfplaats van de Deense koning.
Een dekenij was soms echter ook een lokaal voor de hoogste gezagsdragers van een gilde, die eveneens dekens genoemd werden: zie Dekenij van de lakenwevers.
Terwijl de grote katholieke bisdommen worden ingedeeld in dekenijen als tussenniveau naar de vaak talrijke parochies, zijn deans (dekens) in de kleinere anglicaanse diocesen eerder bisschoppelijke adjuncten, te vergelijken met een (territoriale) vicaris-generaal.